# New Economy
Der Begriff der New Economy (englisch für neue Ökonomie/Wirtschaft) bezeichnet den Umstieg von einer Wirtschaftsweise, die auf Warenproduktion ausgerichtet ist, auf eine, die auf Dienstleistungen, insbesondere webbasierte Dienste, ausgerichtet ist.

## Eigenschaften
Die Verfechter der New Economy gingen davon aus, dass die industrielle Massenfertigung von Waren weniger wichtig werde (siehe Individualisierte Massenfertigung) und die bisher gültigen Grundannahmen der kapitalistischen Wirtschaftsweise ihre Bedeutung verlieren. Die Prioritäten lägen nun in der Informationsökonomie, d. h. im weltweiten Wettbewerb um innovative Ideen, in der Erzeugung, Verarbeitung und Verbreitung von Informationen bzw. Inhalten (Content), also immateriellen Werten, z. B. in Form digitaler Güter (Software, Musik, Videos). Physische Arbeitsprozesse und Absatzkanäle würden weitgehend von digitalen Prozessen überlagert.
Im Gegensatz zu klassischen Wirtschaftstheorien – nun abwertend als Old Economy bezeichnet – geht die New Economy nicht mehr davon aus, dass die Knappheit der Güter deren Preis bestimmt. In der New Economy steigt der Preis eines Gutes erst, wenn es universell (bzw. zumindest für eine kritische Masse) verfügbar ist. Insbesondere unter dem Eindruck der weltweiten Vernetzung von Informationssystemen (Internet) besteht die Theorie der New Economy darin, dass Kommunikationsgeräte erst einen Nutzen stiften könnten, wenn sie universell verfügbar sind. Während die Güter der klassischen Wirtschaft wie Rohstoffe und industrielle Fertigprodukte ihren Wert durch ihre Knappheit bestimmten, bestimmen die Güter der New Economy ihren Wert vor allem durch die Verbreitungsmöglichkeit durch weltweit erreichbare digitale Zugänge oder weltweit nutzbare digitale Kopien, den Netzwerkeffekt und ihren Verbreitungsgrad (siehe auch Tipping-Point). Die Güter der New Economy sind daher vor allem Kommunikationsmittel (Telefon, Fax, E-Mail, Online-Community), die erst sinnvoll nutzbar sind, wenn möglichst viele Menschen Zugang hierzu haben bzw. das Kommunikationsmittel nutzen.
Diese Idee spielte im Aufschwung der informationstechnischen Unternehmen Ende der 1990er Jahre eine wichtige Rolle. Investoren setzten damals große Summen ein, um sich innovative Ideen zu sichern und so einen Vorsprung bei der Erschließung der neuen Märkte zu erhalten. Charakteristisch für die New Economy waren neue Unternehmensgründungen in sogenannten Zukunftsbranchen wie Informationstechnik, Multimedia, Biotechnik und Telekommunikation sowie Erzeuger forschungsintensiver Produkte.
Mit dem Ende dieses Booms setzte sich die Erkenntnis durch, dass die digitale Revolution die Grundregeln des Kapitalismus nicht außer Kraft setzt. In diesem Zusammenhang verbreitete sich mit dem Abflauen auch die Einschätzung, dass eine mehr oder weniger strikte Trennung zwischen New- und „Old Economy“ nicht sinnvoll ist. Angestammte Unternehmen der „Old Economy“ investierten außerdem zunehmend in Bereiche, welche zuvor als typisch für die New Economy angesehen wurden, wie z. B. Online-Portale und weitgehend web-basierte Dienstleistungen. Des Weiteren erwies sich eine Vielzahl von Geschäftsmodellen der New Economy als konzeptioneller Fehlschlag, was am Ende der Hochphase zum Platzen der „Dotcom-Blase“ und zu Pennystocks (Aktien mit einem Kurswert unter 1 Dollar oder 1 Euro) führte. Damit verschwanden viele der zuvor oft vielversprechend gestarteten Dotcom-Unternehmen wieder.
Ein neueres Forschungsgebiet, das sich ebenfalls mit der wirtschaftlichen Nutzung des Internets befasst, ist die Internetökonomie.

## Begriffe der New Economy
| - Business Angel (auch Angel genannt) - Business-to-Business - Broker - Cash-Burn-Rate - Cashflow - CEO - CFO - Content - Deal - Dedication | - eBay - Entrepreneur in Residence - Finanzierungsrunde - Gewinnoptimierung - Medienhype - Internet-Start-up - Investition - IPO - Mobile Device - Plattform | - Portfoliofirma - Personalbeschaffung - Risikokapital (engl.: Venture Capital, VC) - Rollout - Seedfinanzierung - Serial Entrepreneur - Technology Evangelist - Value-added - Value Enhancement |

Quelle: Kleines Lexikon der New Economy-Sprache. Süddeutsche Zeitung Magazin, 2. Juni 2000, S. 17 f.

## Personen der New Economy
Im Rahmen der New-Economy-Boomphase erlangten in Deutschland unter anderem folgende Unternehmer Bekanntheit: Thomas Haffa (EM.TV), Rudolf Zawrel (Gigabell AG), Lars Windhorst (Windhorst AG), Bodo Schnabel (ComROAD AG), Kim Schmitz „Kimble“ (Kimvestor), Alexander Falk (ISION Internet AG), Tan Siekmann (Biodata), Gerhard Schmid (Mobilcom) und Paulus Neef (Pixelpark AG).
In Österreich zählten dazu unter anderem André Rettberg (Libro) und Werner Böhm (Yline).